# گیوم سرون
گیوم سرون (فرانسوی: Guillaume Séron‎) بازیکن واترپلو اهل بلژیک بود.
وی در مسابقات کشوری و بین‌المللی در مجموع برندهٔ ۱ مدال نقره شده‌است.